# Róża Venerini
Św. Róża Venerini (ur. 9 lutego 1656 w Viterbo, Włochy, zm. 7 maja 1728 w Rzymie) – święta katolicka, założycielka Zgromadzenia Pobożnych Nauczycielek.

## Życiorys
Jej ojciec był lekarzem, urodziła się jako trzecie z czworga dzieci. Już w wieku 7 lat postanowiła życie poświęcić Bogu. Jesienią 1676 r. rozpoczęła nowicjat w klasztorze dominkanek w Viterbo. Po kilku miesiącach zmarł jej ojciec i opuściła klasztor, by opiekować się chorą matką. Po jej śmierci i śmierci najstarszego brata w domu zaczęła gromadzić dziewczęta i kobiety na wspólną modlitwę różańcową.
30 sierpnia 1685 r., posiadając zgodę biskupa Viterbo, założyła pierwszą we Włoszech powszechną szkołę dla dziewcząt, co spotkało się z niechęcią duchowieństwa. Był to początek instytutu z czasem nazwanego Zgromadzeniem Pobożnych Nauczycielek Róży Venerini. Róża Venerini zakładała coraz więcej szkół, a w 1713 r. powstała pierwsza szkoła w Rzymie. W październiku 1716 r. papież Klemens XI przybył obejrzeć lekcje w szkole Róży Venerini i podziękował jej, że w ten sposób „uświęca Rzym”. Od tej pory jej szkoły zaczęły powstawać w wielu diecezjach. Do swej śmierci w 1728 r. założyła ponad 40 szkół.

## Dzień wspomnienia
7 maja

## Proces beatyfikacyjny i kanonizacyjny
Została beatyfikowana 4 maja 1952 r. przez Piusa XII. 15 października 2006 r. kanonizował ją Benedykt XVI.